# Alessandro Nesta
Alessandro Giovanni Faccutio Nesta (Roma, 18 de marzo de 1976) es un exfutbolista y director técnico italiano que jugaba de defensa central. Actualmente está sin club.
Es considerado por especialistas del fútbol internacional como uno de los mejores defensas centrales de su tiempo y también uno de los mayores defensores de la historia, siendo reconocido por su elegancia al robar, tener y distribuir el balón, así como marcar férreamente a los oponentes. A lo largo de su carrera, ha sido distinguido con diversas condecoraciones como estar incluido en la lista de jugadores más grandes del mundo (FIFA 100), El Collar de oro al Mérito Deportivo dado por el CONI (Comité Olímpico Nacional Italiano) y el Caballero Oficial por Orden al Mérito de la República Italiana otorgado por el Presidente de la República Italiana. También recibió el Oscar del Calcio como Mejor Defensa en 4 ocasiones y otros premios más.
Como futbolista se desempeñó en la posición de defensa central. Inició su carrera como profesional en la S.S. Lazio, en donde fue capitán y obtuvo su primer scudetto, además de 2 Copas de Italia, 1 Recopa de Europa, 2 Supercopas de Italia y 1 Supercopa de Europa. Para la temporada 2002-2003, pasó a las filas del A.C. Milan logrando 2 Serie A, 1 Copa de Italia, 2 Supercopas de Italia, 2 UEFA Champions League, 2 Supercopas de Europa y 1 Mundial de Clubes de la FIFA. Su estadía en el A.C. Milan duró hasta el 2012, año en el que Nesta argumentó que jugar dos partidos por semana era muy fuerte para alguien de su edad por lo que decide irse a la Major League Soccer y jugar por el Montreal Impact de Canadá, con ellos obtiene el Campeonato Canadiense de Fútbol. En 2013, Nesta anunció que se retiraría del fútbol al finalizar la temporada 2012-2013 de la MLS, pero su amigo Marco Materazzi lo convenció de seguir jugando por un tiempo en el Chennaiyin FC de la India. En diciembre de 2014 y con una carrera de dos décadas, Nesta se retiró del fútbol logrando un legado como uno de los más grandes defensores de todos los tiempos.
Fue internacional absoluto con la selección italiana durante 11 años (1996-2006) llegando a disputar 78 partidos oficiales. Debutó en el encuentro entre Moldavia-Italia (1-3) por las clasificatorias al Mundial de Francia 1998. En el año 2006 se proclamó campeón del mundo, fue titular indiscutible desde el primer momento aunque una lesión en el tercer partido de la fase de grupos ante su similar de República Checa, hizo que se pierda el resto de la copa, quedando relegado a la banca de suplentes. Su último partido con la Nazionale Italiana fue en el Georgia-Italia (1-3) durante la clasificación para la Eurocopa 2008.

## Trayectoria

### Como jugador

#### S.S. Lazio
Alessandro Nesta nació en Roma. Desde pequeño fue futbolista y su talento fue descubierto por Francesco Rocca, un exfutbolista y observador de la Roma que le ofreció unirse a las divisiones menores de dicho club, sin embargo, su padre era fanático de la Lazio y rechazó la oferta. En 1985, Nesta se unió a las categorías inferiores del Società Sportiva Lazio y probó varias posiciones como delantero y centrocampista, antes de asentarse definitivamente como defensa.
En la temporada 1993-94, Dino Zoff lo convoca al primer equipo y el 13 de marzo de 1994, realizó su debut en la Serie A en el Udinese-Lazio (2-2), a pocos días de cumplir 18 años. Asumió la capitanía del equipo en 1997 cuando era dirigido por Sven-Göran Eriksson, y ayudó a ganar la Copa de Italia de 1998 tras vencer al Milán en la final, anotando el último gol del partido. En esa temporada, la Lazio también jugó la Copa de la UEFA y luego de eliminar a equipos como el Twente y Atlético de Madrid, les tocó disputar la final ante el Inter, partido que perdieron por 0-3.
Sus actuaciones con la Lazio a lo largo de la temporada, hizo que Nesta fuese premiado con el Oscar del Calcio por ser el Futbolista Joven del Año en la Serie A. Estos reconocimientos fueron seguidos por una Supercopa de Italia y una Recopa de Europa, aunque perdieron el scudetto de la temporada 1998-99, terminando detrás de Milán por un solo punto. La siguiente campaña, ganó la Serie A y la Copa de Italia, además de conseguir la Supercopa de Europa tras vencer al Manchester United por 1-0. Lazio, bajo la capitanía de Nesta, también logró llegar a los cuartos de final de la UEFA Champions League de esa temporada donde perdió ante el Valencia, equipo que fue subcampeón de dicha competición.
Durante la temporada 2000-01, el equipo biancocelesti ganó la Supercopa de Italia y terminó tercero en la Serie A, llegando hasta la segunda fase de grupos de la UEFA Champions League, y cuartos de final de la Copa de Italia. La siguiente temporada tuvo menos éxito, con un equipo debilitado, la Lazio terminó en sexto lugar en la Serie A, alcanzó las semifinales de la Copa de Italia y fue eliminado en la fase de grupos de la UEFA Champions League, sin embargo, las actuaciones de Nesta entre los años 2000 y 2002, le valieron tres Oscar del Calcio consecutivos tras ser nombrado Defensor del Año en la Serie A.
En el verano de 2002, la Lazio pasó por problemas financieros y el entonces presidente del club, Sergio Cragnotti se vio obligado a desprenderse de algunos jugadores como Nesta que fue vendido al A.C. Milan. Nesta dejó el club con un atraso en su sueldo por dos millones de euro, aunque unos años después, la Lazio saldó la mitad de la deuda y luego lo convirtió en uno de sus accionistas minoritarios con un 1 %.

#### A.C. Milan

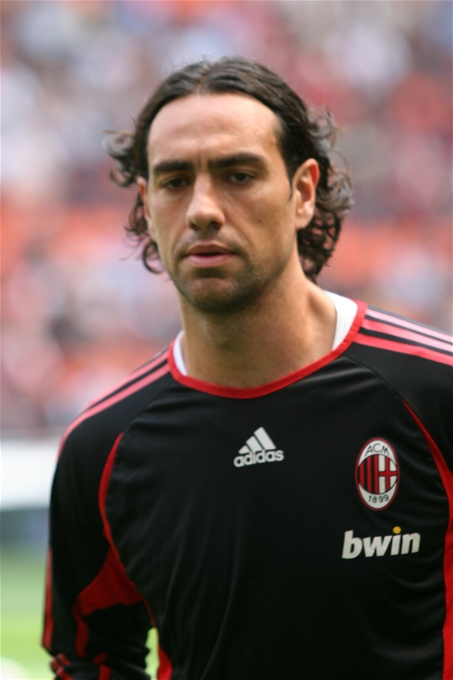
Alessandro Nesta con el A.C. Milan (2007).

Antes de la temporada 2002-03, los problemas financieros del Lazio lo obligaron a vender a sus mejores jugadores y Nesta fue transferido al A.C. Milan a cambio de 30,987 millones de euros. Durante este tiempo, se formaría una de las líneas defensivas más recordadas por los aficionados al fútbol junto a Maldini, Cafú, Costacurta y Stam, entre otros.
Sus dos primeras temporadas con el cuadro rossoneri, tuvieron mucho éxito. Durante su primera temporada (2002-03) como rossonero, Nesta ganó la UEFA Champions League por primera vez en su carrera, enfrentando a la Juventus en Old Trafford. La saga defensiva del Milan estuvo compuesta por Costacurta, Nesta, Maldini y Kaladze quienes mantuvieron la portería a cero durante el partido que fue a una definición por penales tras un empate en la prórroga. Nesta llegó a anotar el cuarto penalti, y el Milan ganó la tanda por un 3-2. En aquella temporada también ganó la Copa de Italia luego de vencer a la A.S. Roma aunque no pudo obtener el título de la Serie A ya que quedaron terceros. Sus actuaciones a lo largo de su primera temporada con el Milan, le hizo una vez más acreedor del Oscar del Calcio por ser Defensor del Año en la Serie A, también formó parte del equipo del año de la UEFA.
La temporada siguiente, el Milan obtuvo el scudetto además de la Supercopa de Europa tras vencer al Oporto aunque perdió las finales de la Supercopa de Italia y la Copa Intercontinental frente a la Juventus y Boca Juniors respectivamente. A lo largo de aquella temporada, el Milan fue eliminado en los cuartos de final de la UEFA Champions League y en las semifinales de la Copa de Italia. Por su parte, Nesta fue nuevamente elegido para formar parte del equipo del año de la UEFA.
En la campaña 2004-05, Nesta y el Milan solo lograron alzar la Supercopa de Italia luego de vencer 3-0 a la Lazio. Los Rossoneri también llegaron a la final de la UEFA Champions League en donde se enfrentaron al Liverpool pero perdieron en la tanda de penales. A pesar de no haber obtenido títulos internacionales con el Milan, Nesta fue elegido por primera vez en su carrera, para integrar el equipo del año 2005 del FIFPro World XI y formó parte del equipo del año de la UEFA por tercera temporada consecutiva.

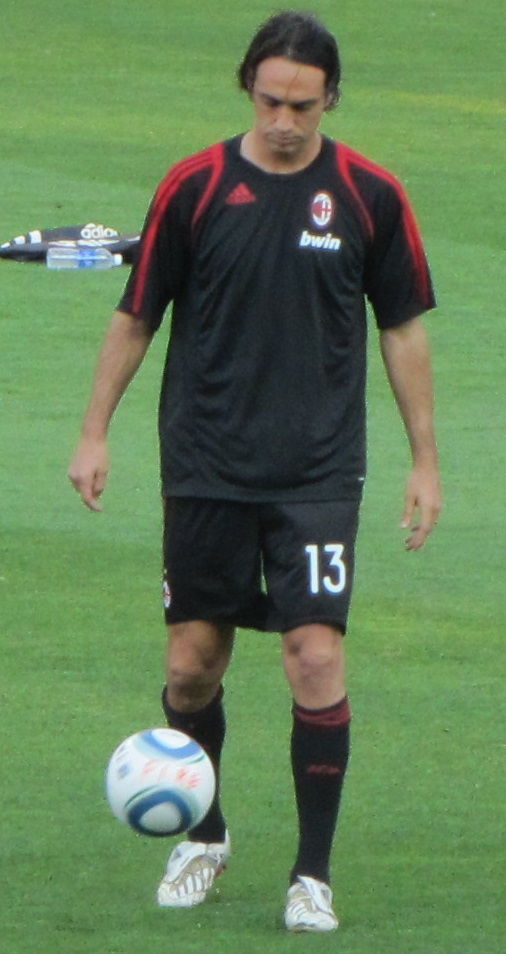
Nesta durante el calentamiento previo al amistoso entre A.C. Milan y Chicago Fire en Miami (2010).

Durante la temporada 2005-06, Milan alcanzó las semifinales de la UEFA Champions League donde perdieron ante el futuro campeón Barcelona, también fueron eliminados en los cuartos de final de la Copa de Italia. En la liga, el Milan quedó detrás de la Juventus, pero ambos equipos fueron sancionados por estar involucrados en el Calciopoli, un escándalo deportivo de fraudes arbitrales. Como consecuencia, el Milan perdió 8 puntos y tuvo que disputar la ronda preliminar de la UEFA Champions League 2006-07, a pesar de que en un principio habían conseguido clasificarse directamente para la fase final de grupos.
En la siguiente campaña, Nesta se perdió gran cantidad de partidos debido a una lesión en el hombro pero regresó para disputar la final de la UEFA Champions League 2006-07 enfrentándose al Liverpool, partido en donde el Milan y varios jugadores se cobraron la revancha de la final perdida en 2005. A pesar de la reducción de puntos del Milan durante la temporada, Nesta fue capaz de regresar a tiempo de su lesión y así poder ayudar al Milan a alcanzar un cuarto puesto en la Serie A, consiguiendo además la última plaza de la UEFA Champions League. Nesta fue elegido para formar parte del equipo del año de la UEFA y del equipo del año de FIFPro World XI.
En agosto de 2007, Nesta ganó su tercera Supercopa de Europa luego de que el Milan ganó al Sevilla por 3-1. Luego Nesta firmó una extensión de su contrato que lo mantendría en el Milan hasta 2011. Nesta anotó su segundo gol con el Milan (el primero fue en abril de 2006 en un empate 1-1 con el Siena) el 15 de septiembre de 2007. Milan disputó la final de la Copa Mundial de Clubes de la FIFA 2007 ante Boca Juniors y Nesta anotó uno de los goles en la victoria 4-2 sobre el equipo argentino. A lo largo de esa temporada, el Milan terminó quinto en la Serie A y fue eliminado en los dieciseisavos de la UEFA Champions League, así como de la Copa de Italia.
La temporada 2008-09 no empezó de la mejor manera para Nesta, una lesión en la espalda le impidió llevar a cabo la preparación de pretemporada. La gravedad de su lesión y el largo tiempo de recuperación hizo que el entrenador del Milan, Carlo Ancelotti, no lo inscriba en la lista de jugadores de la Copa UEFA. En noviembre de 2008 y dada la persistencia del problema físico, Nesta se fue a Miami para ser tratado y así poder evitar la cirugía aunque finalmente fue operado. El 31 de mayo de 2009 y luego de un año de para, Nesta regresó e ingresó en sustitución de Favalli, para disputar los últimos 15 minutos del partido entre el Milan y la Fiorentina, en lo que fue el último partido de la temporada 2008-09 de la Seria A.

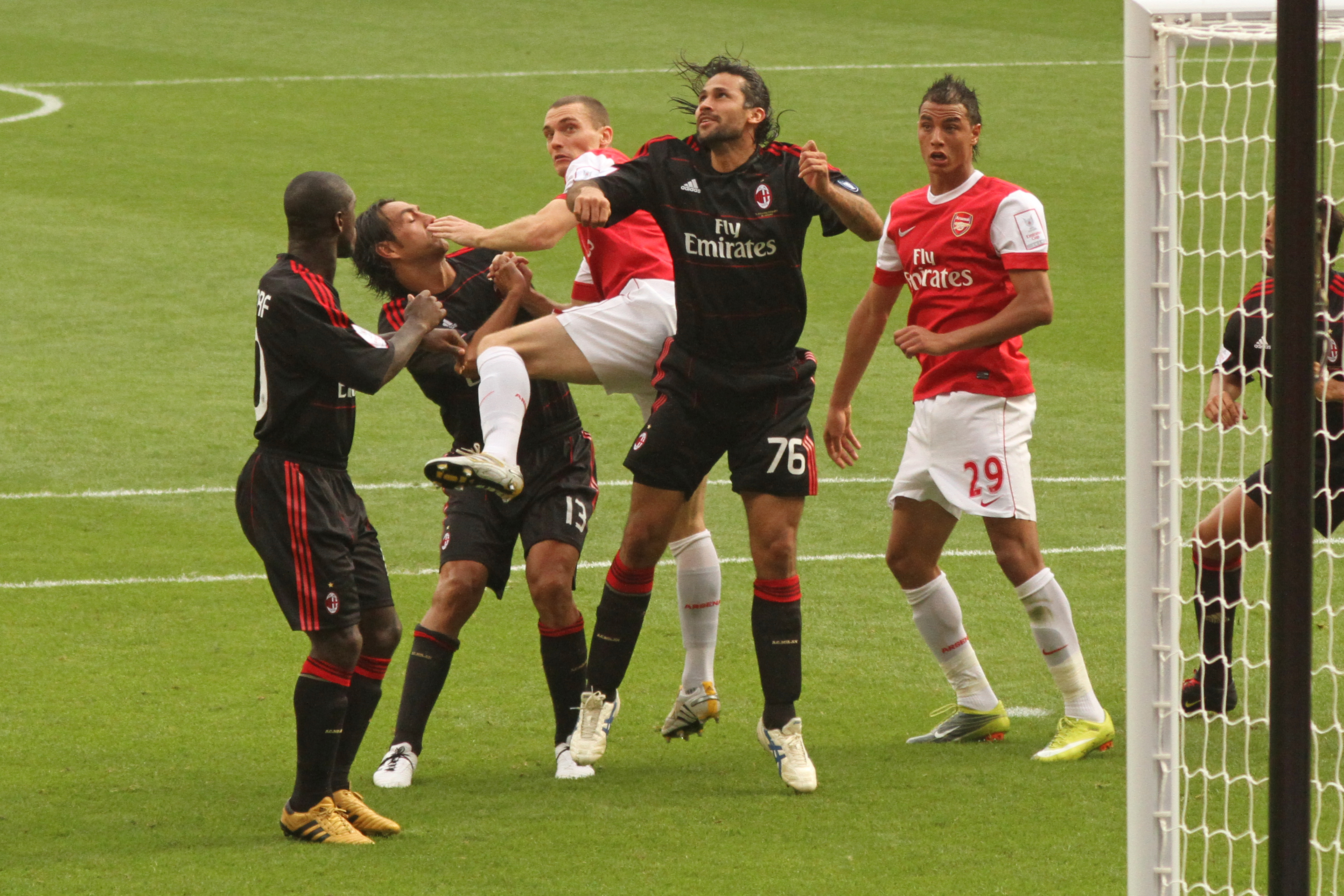
Nesta disputando un balón. En la imagen: Seedorf y Yepes del Milán; Vermaelen y Chamakh del Arsenal (2010).

La siguiente temporada, Nesta fue titular indiscutible y llegó a anotar sus primeros dos goles en un solo partido en la victoria por 2-1 sobre el Chievo Verona en un encuentro más por la Serie A. También anotó un gol en la victoria del Milan ante la Juventus por 3-0. Fue uno de los jugadores más consistentes del Milan durante la temporada 2009-10 bajo la dirección de Leonardo.
Para la campaña 2010-11, Milan contrató a Massimiliano Allegri como entrenador y Nesta fue colocado al lado de Thiago Silva como pareja de centrales recibiendo, tan solo 24 goles en 38 partidos. Milan llegó hasta las semifinales de la Copa de Italia y fueron eliminados rápidamente de la Champions League aunque lograron el scudetto tras un empate a 0 con la Roma.
El 18 de mayo de 2011, Nesta decidió ampliar su contrato por un año más.
 En su última temporada con los rossoneri, logró alzar la Supercopa de Italia luego de vencer al Inter por 2-1. En aquel año, Nesta fue elegido para formar parte del equipo del año de la Serie A.
El 10 de mayo de 2012 y durante una rueda de prensa, Nesta anunció su retiro del Calcio italiano y del Milan después de que finalice la temporada, argumentando que a su edad no puede mantener el nivel futbolístico necesario para jugar más de dos partidos por semana. 

"Esta es mi última temporada en el Milan porque me voy. Cuando acaba una temporada, pienso en la próxima y el ritmo no me permite jugar siempre y no puedo esperar en el banquillo, por lo que 10 años después lo dejo. He conocido a gente estupenda y he ganado mucho. Adiós Milan, han sido 10 años maravillosos."
Alessandro Nesta, sobre el final de su carrera en el A.C. Milan.

Durante sus 10 temporadas en el Milan, Nesta disputó más de 300 partidos, llegando a anotar 10 goles. Con los rossoneri ganó 2 títulos de la Serie A, 1 Copa de Italia, 2 Supercopas de Italia, 2 UEFA Champions League, 2 Supercopas de la UEFA y 1 Copa Mundial de Clubes de la FIFA.

#### Montreal Impact

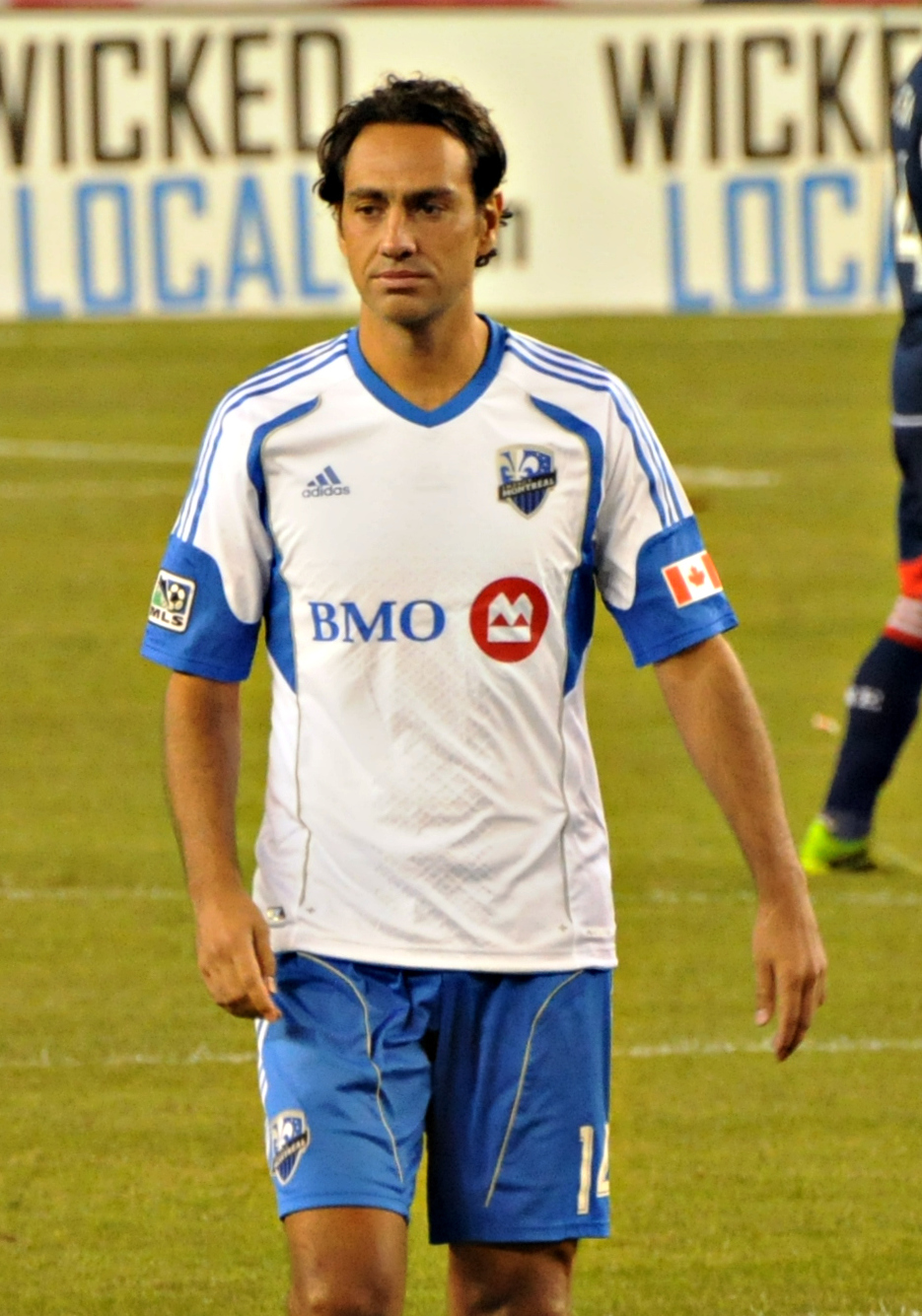
Nesta jugando por el Montreal Impact en 2013.

Tras su exitoso paso por el A.C. Milan, Nesta se convierte en jugador libre. El 5 de julio de 2012 y luego de que varios equipos de diferentes ligas como el París Saint-Germain o la Juventus quisieron tenerlo en sus filas, el italiano decidió fichar por el Montreal Impact de la Major League Soccer, equipo que le ganó la carrera al New York Red Bulls, que estuvo cerca de ficharlo. A pesar de que las condiciones del contrato no fueron revelados a la prensa por políticas club, el director deportivo del Montreal Impact, Nick De Santis confirmó que, a principios de la semana de julio, Nesta acordó verbalmente jugar por el club durante 18 meses. Dentro del club canadiense, el defensor se unió a sus compañeros italianos Matteo Ferrari, Bernardo Corradi y Marco Di Vaio.
Hizo su debut el 24 de julio de 2012, en el partido amistoso contra el Olympique de Lyon. Tres días después debutó en la liga con una victoria de 3-1 ante el New York Red Bulls. El 1 de junio de 2013, Nesta recibió su primera tarjeta roja en la Major League Soccer luego de darle un cabezazo a Claudio Bieler del Sporting KC, aquel encuentro fue ganado por el Montreal Impact con un 2-1.
A finales de mayo de 2013, Nesta ganó el Campeonato Canadiense, su primer y único título con el Montreal Impact. Esto le permitió al club clasificarse a la Liga de Campeones de la CONCACAF 2013-14. En esa Liga de Campeones de la CONCACAF, el Montreal Impact quedó en segundo lugar y con 6 puntos al igual que sus otros rivales pero fueron eliminados por diferencia de goles.
El 20 de octubre de 2013, anunció que se retiraría del fútbol cuando finalice aquella temporada, aunque luego siguió jugando unos partidos más. El 7 de noviembre de ese año finalizó su contrato con el Montreal Impact, con ellos logró un Campeonato Canadiense, además de clasificarlos por primera vez en la historia del club a los playoffs de la MLS.

"Mi cuerpo está cansado del fútbol de alto nivel y es el momento de parar. Quiero empezar una nueva vida con mi familia."
Alessandro Nesta, sobre el final de su carrera como futbolista.

#### Chennaiyin F.C.
A pesar de haberse retirado, el 28 de noviembre de 2014, se anunció que Nesta había firmado para el Chennaiyin F.C. de la Superliga de India (Indian Super League) para el resto de la temporada 2014. En este club fue dirigido por Marco Materazzi, su amigo y antiguo compañero en la nazionale italiana. Hizo su debut el 9 de diciembre en el empate 2-2 contra el Delhi Dynamos FC. Durante su corta estadía en la India, Nesta se asoció en la defensa central con Mikaël Silvestre. En total, llegó a jugar tres partidos de liga antes de retirarse de toda competición oficial.

### Como entrenador

#### Miami F.C.
El 31 de agosto del 2015, Alessandro Nesta fue presentado como el primer entrenador del Miami F.C., que comenzó a jugar en la North American Soccer League de Estados Unidos en abril de 2016. Este equipo fue fundado en 2015 por su amigo y exfutbolista Paolo Maldini, además del empresario Riccardo Silva.

"Todos los días echaba de menos estar en la cancha... Estoy muy contento con mi nuevo trabajo. Paolo (Maldini) es mi amigo, y ahora trabajamos juntos aquí, en Miami. El cambio ha sido fácil, porque lo conozco desde hace casi 20 años. Intentamos aportar a los muchachos del club algo de nuestro pasado. Todos los días tratamos de darles alguna cosa."
Alessandro Nesta, sobre su nueva vida como entrenador.

En su primera temporada como mánager, el Miami FC terminó en un 7 ° lugar combinado. En su segunda temporada, el Miami FC terminó en primer lugar, lo que los llevó a ser los campeones de primavera y otoño de la temporada 2017 de la NASL. Sin embargo, el Miami FC fue derrotado en la ronda de semifinales de los playoffs ante el Cosmos de Nueva York luego de una derrota por 6-5 en penales tras un empate sin goles. Nesta renunció como entrenador después de la finalización de la temporada 2017, el 17 de noviembre.

#### Perugia
El 14 de mayo de 2018, Nesta fue nombrado entrenador del Perugia.Cuatro días después, en su debut, perdió el último partido del campeonato contra el Empoli por 1-2, pero el equipo ya se había clasificado para los play-offs. El 3 de junio siguiente perdió el partido de la ronda preliminar contra Venezia por 3-0, quedando inmediatamente eliminado; sin embargo, está confirmado para la siguiente temporada.En la siguiente temporada, llevó al equipo al noveno puesto, a sólo un punto de los play-offs, disputándolos de todos modos debido al descenso del Palermo, que había terminado tercero. Sin embargo, fue rápidamente eliminado por el Hellas Verona al perder 4-1 en la prórroga. El 21 de mayo de 2019, se confirmó que su contrato no sería renovado a final de la temporada.

#### Frosinone
En junio de 2019, Nesta fue confirmado como entrenador del Frosinone de la Serie B de Italia.En marzo de 2021, fue relevado de sus funciones luego de una derrota por 3-0 ante el Lecce.

#### Reggiana
El 11 de junio de 2023, fue oficializado como técnico del Reggiana y firmó por 12 meses.En su única temporada, logró que el club se salvara de perder la categoría al finalizar en el undécimo puesto, a 4 puntos de los play-offs y play-outs.

#### Monza
El 12 de junio de 2024, fue anunciado como técnico del Monza y firmó por una temporada.El 23 de diciembre, fue despedido de su cargo después de una serie de malos resultados que ubicaron al club en puestos de descenso.Sin embargo, el 10 de febrero de 2025, fue convocado nuevamente al frente del equipo italiano, sustituyendo a Salvatore Bocchetti, que había sumado solo tres puntos en siete partidos. En mayo de 2025, el club descendió a la Serie B a falta de tres jornadas para el final de la temporada. Tras consumirse el descenso, anunció su salida del cargo.

## Selección nacional
Ha sido internacional con la selección de Italia en 78 ocasiones, también participó de las categorías menores de su selección. Nesta fue integrante de la selección sub-21 dirigida por Cesare Maldini en donde Italia ganó la Eurocopa Sub-21 de 1996, también participó del torneo de fútbol en los Juegos Olímpicos de Atlanta 1996. Unos meses más tarde y tras la retirada de Ciro Ferrara fue convocado por Arrigo Sacchi a la selección absoluta de Italia de cara a la Eurocopa 1996 realizada en Inglaterra, pero nunca llegó a debutar y se quedó en la banca, esto después de que Italia fuera eliminada en la fase de grupos por los eventuales finalistas Alemania y República Checa. El 5 de octubre de 1996, hizo su debut bajo la dirección de Cesare Maldini en el encuentro por las clasificatorias al Mundial de Francia 1998 ante la selección de Moldavia; finalmente hizo 6 apariciones más a lo largo de dichas clasificatorias. Participó de la Copa del Mundo Francia 1998 y disputó los tres partidos de la fase de grupos haciendo compañía a Maldini, Cannavaro, Costacurta y Bergomi pero una lesión impidió que juegue la siguiente etapa de la copa.
También participó del partido que conmemoró el centenario de la Federación Italiana de Fútbol en donde Italia se enfrentó a un combinado de estrellas mundiales del cual participaron jugadores como Ronaldo, Zidane, Hierro, Dunga, Šuker, Cafú, Thuram, Rui Costa, Bierhoff, Salas y otros más. Este encuentro lo ganó la selección italiana por 6-2 y se disputó en el Estadio Olímpico de Roma.
La siguiente clasificatorias que jugó fueron las de la Eurocopa 2000, en donde consiguió avanzar y ayudó a los dirigidos de Dino Zoff a conseguir el subcampeonato de dicho torneo, asociándose en la mayoría de los partidos con Paolo Maldini y Fabio Cannavaro. También disputó los mundiales de Francia 1998, Corea del Sur-Japón 2002 y Alemania 2006, además de la Eurocopa 2004; Nesta participó de las fases clasificatorias de los mencionados torneos. Para el mundial realizado en Alemania, Nesta arrancó como titular pero una lesión lo mandó a la banca de suplentes, a pesar de eso logró coronarse como campeón del Mundial Alemania 2006.
Su último partido con la Nazionale Italiana fue en el Georgia-Italia (1-3) durante las clasificatorias para la Eurocopa 2008.
Luego de eso, se retiró, solo a unos días después de que lo hiciera su compatriota, Francesco Totti. Nesta comentó que las constantes lesiones han hecho que solo pueda rendir a nivel de clubes, defendiendo los colores del A.C. Milan.
En 2004, la FIFA y Pelé incluyeron a Alessandro Nesta en la lista de los 100 mejores jugadores vivos del siglo XX.

### Participaciones en Copas del Mundo
| Mundial                        | Sede                     | Resultado                | PJ | Goles |
| ------------------------------ | ------------------------ | ------------------------ | -- | ----- |
| Copa Mundial de Fútbol de 1998 | Francia                  | Cuartos de final         | 3  | 0     |
| Copa Mundial de Fútbol de 2002 | Corea-Japón              | Octavos de final         | 3  | 0     |
| Copa Mundial de Fútbol de 2006 | Alemania                 | Campeón                  | 3  | 0     |
| Total en Copas del Mundo       | Total en Copas del Mundo | Total en Copas del Mundo | 9  | 0     |

### Participaciones en Eurocopas
| Eurocopa                 | Sede                     | Resultado                | PJ | Goles |
| ------------------------ | ------------------------ | ------------------------ | -- | ----- |
| Eurocopa 1996            | Inglaterra               | Primera fase             | 0  | 0     |
| Eurocopa 2000            | Bélgica-Holanda          | Subcampeón               | 6  | 0     |
| Eurocopa 2004            | Portugal                 | Primera fase             | 3  | 0     |
| Total en Copas del Mundo | Total en Copas del Mundo | Total en Copas del Mundo | 9  | 0     |

### Participaciones en otras categorías
| Competición                      | Sede                      | Resultado                 | PJ | Goles |
| -------------------------------- | ------------------------- | ------------------------- | -- | ----- |
| Eurocopa Sub-21 1996             | España                    | Campeón                   | 3  | 1     |
| Juegos Olímpicos de Atlanta 1996 | Estados Unidos            | Primera fase              | 3  | 0     |
| Total en otras divisiones        | Total en otras divisiones | Total en otras divisiones | 6  | 0     |

## Estilo de juego

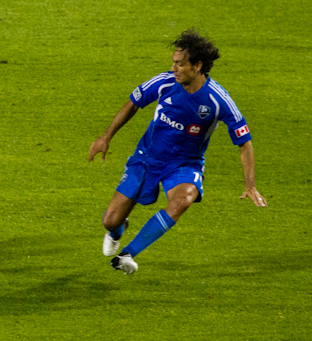
Alessandro Nesta defendiendo al Montreal Impact (2012).

Nesta fue un defensor de excelentes cualidades técnicas; gran control del balón, veloz, de gran inteligencia y clase en la recuperación del esférico. Uno de los pocos jugadores influyentes tanto en su club como a nivel de selección, también es considerado por los expertos como uno de los defensores más grandes y con más talento de su generación y de todos los tiempos. Él era un jugador muy elegante, con excelentes habilidades al tener el balón en sus pies ya que poseía la visión y capacidad de dar pases, lo que le permitió llevar el balón fuera de la zona defensiva, algo muy poco común en algunos defensores. Gracias a su altura, pudo ganar en enfrentamientos uno contra uno, así como al momento de cabecear. Una característica que tenía, era su gran habilidad para realizar barridas muy limpias.

"El puesto de central es complicado... Hay que pensar mucho, en todo momento, porque defender con un marcaje al hombre es difícil, al ser una situación que cambia constantemente."
Alessandro Nesta explica la posición del defensa central.

Además de su capacidad técnica y física, Nesta también poseía un excelente sentido de colocación y una capacidad táctica para leer el esquema del juego en la cancha; Se destacó en marcar férreamente a los jugadores del equipo contrario, además de prevenir las jugadas de contraataque. También fue un tacleador preciso y tenaz. A pesar de su talento al momento de defender, Nesta sufrió muchas lesiones a lo largo de su carrera que le impidió jugar en los octavos de final en cada uno de los tres mundiales en los que participó.

"El problema de la defensa de ahora es que en las academias se enseña antes cómo jugar el balón que a defender al hombre. Un defensa debe, antes de nada, aprender a marcar a un jugador... Creo que el fútbol está creciendo a un ritmo muy rápido, pero los jugadores tendrían que empezar antes. Si no empiezan a jugar hasta los 13 o los 14 años, es demasiado tarde. Tienen que empezar más jóvenes e ir construyendo su técnica."
Alessandro Nesta explica el problema de los jugadores y academias de fútbol.

## Vida privada
Nesta conoció a su pareja Gabriela Pagnozzi, cuando ella estaba trabajando en el coverciano (Casa Italia) que es el cuartel general de la selección nacional italiana. La relación de Gabriela y Nesta se inició durante la Copa del Mundo de Francia 1998, cuando ella lo atendió después de su lesión contra Austria. 

"Puedo decir que en Francia tuve la lesión y a ella. La lesión se ha ido, (pero) ella se ha quedado conmigo."
Alessandro Nesta

El 7 de mayo de 2007, Nesta se casó con su novia, en una ceremonia civil en Milán; la ceremonia religiosa se celebró el 30 de mayo de 2007. Nesta y su esposa Gabriela tienen dos hijos; Sofía, que nació el 19 de octubre de 2006 y Tommaso, nacido el 20 de marzo de 2008.

## Otros medios
Nesta ha aparecido en la película italiana de 1998, Paparazzi dirigida por Neri Parenti. El también fue portada de la edición italiana de Sony Interactive Entertainment, This Is Football. Nesta también ha aparecido en la saga de videojuegos de fútbol de KONAMI, así como de la FIFA; en este último fue incluido en el Ultimate Team Legends del FIFA 16 al lado de grandes del fútbol como George Best, Deco, Gattuso, Ryan Giggs y otros más.

## Estadísticas

### Clubes

#### Como jugador
| S.S. Lazio · Italia | 1.º                 | 1993-1994 | 2   | 0 | 0  | 0 | 0   | 0 | - | - | 2   | 0  |
| S.S. Lazio · Italia | 1.º                 | 1994-1995 | 11  | 0 | 1  | 0 | 0   | 0 | - | - | 12  | 0  |
| S.S. Lazio · Italia | 1.º                 | 1995-1996 | 23  | 0 | 2  | 0 | 3   | 0 | - | - | 28  | 0  |
| S.S. Lazio · Italia | 1.º                 | 1996-1997 | 25  | 0 | 4  | 0 | 4   | 0 | - | - | 33  | 0  |
| S.S. Lazio · Italia | 1.º                 | 1997-1998 | 30  | 0 | 9  | 1 | 10  | 1 | - | - | 49  | 2  |
| S.S. Lazio · Italia | 1.º                 | 1998-1999 | 20  | 1 | 2  | 0 | 4   | 0 | - | - | 26  | 1  |
| S.S. Lazio · Italia | 1.º                 | 1999-2000 | 28  | 0 | 2  | 0 | 9   | 0 | 1 | 0 | 40  | 0  |
| S.S. Lazio · Italia | 1.º                 | 2000-2001 | 29  | 0 | 1  | 0 | 8   | 0 | 1 | 0 | 39  | 0  |
| S.S. Lazio · Italia | 1.º                 | 2001-2002 | 25  | 0 | 1  | 0 | 6   | 0 | - | - | 32  | 0  |
| S.S. Lazio · Italia | Total               | 1993-2002 | 193 | 1 | 22 | 1 | 44  | 1 | 2 | 0 | 261 | 3  |
| A.C. Milan · Italia | 1.º                 | 2002-2003 | 29  | 1 | 5  | 1 | 14  | 0 | - | - | 48  | 2  |
| A.C. Milan · Italia | 1.º                 | 2003-2004 | 26  | 0 | 4  | 1 | 6   | 0 | 2 | 0 | 38  | 1  |
| A.C. Milan · Italia | 1.º                 | 2004-2005 | 29  | 0 | 3  | 0 | 12  | 0 | 1 | 0 | 45  | 0  |
| A.C. Milan · Italia | 1.º                 | 2005-2006 | 30  | 1 | 2  | 0 | 10  | 0 | - | - | 42  | 1  |
| A.C. Milan · Italia | 1.º                 | 2006-2007 | 14  | 0 | 0  | 0 | 8   | 0 | - | - | 22  | 0  |
| A.C. Milan · Italia | 1.º                 | 2007-2008 | 29  | 1 | 0  | 0 | 7   | 0 | 3 | 1 | 39  | 2  |
| A.C. Milan · Italia | 1.º                 | 2008-2009 | 1   | 0 | 0  | 0 | 0   | 0 | - | - | 1   | 0  |
| A.C. Milan · Italia | 1.º                 | 2009-2010 | 23  | 3 | 0  | 0 | 7   | 0 | - | - | 30  | 0  |
| A.C. Milan · Italia | 1.º                 | 2010-2011 | 26  | 0 | 2  | 0 | 7   | 0 | - | - | 35  | 0  |
| A.C. Milan · Italia | 1.º                 | 2011-2012 | 17  | 1 | 1  | 0 | 7   | 0 | 1 | 0 | 26  | 1  |
| A.C. Milan · Italia | Total               | 2002-2012 | 224 | 7 | 17 | 2 | 78  | 0 | 7 | 1 | 326 | 10 |
| Montreal Impact · Canadá | 1.º                 | 2012      | 8   | 0 | -  | - | -   | - | - | - | 8   | 0  |
| Montreal Impact · Canadá | 1.º                 | 2013      | 23  | 0 | 1  | 0 | 2   | 0 | - | - | 26  | 0  |
| Montreal Impact · Canadá | Total               | 2012-2013 | 31  | 0 | 1  | 0 | 2   | 0 | - | - | 34  | 0  |
| Chennaiyin F.C. India | 1.º                 | 2014      | 3   | 0 | -  | - | -   | - | - | - | 3   | 0  |
| Chennaiyin F.C. India | Total               | 2014      | 3   | 0 | -  | - | -   | - | - | - | 3   | 0  |
| Total en su carrera | Total en su carrera | 1993-2014 | 451 | 8 | 40 | 3 | 124 | 1 | 9 | 1 | 624 | 13 |
| (1) Partidos disputados en la Serie A, Major League Soccer e Indian Super League. (2) Partidos disputados en la Copa de Italia y el Campeonato Canadiense. (3) Partidos disputados en la Copa de la UEFA, Recopa de Europa de la UEFA, UEFA Champions League y Liga de Campeones de la CONCACAF. (4) Partidos disputados en la Supercopa de Europa, Supercopa de Italia y Mundial de Clubes de la FIFA. |                     |           |     |   |    |   |     |   |   |   |     |    |

#### Como entrenador
| Club             | País           | Año           | PJ  | PG | PE | PP | Efectividad |
| ---------------- | -------------- | ------------- | --- | -- | -- | -- | ----------- |
| Miami            | Estados Unidos | 2015-2017     | 71  | 35 | 17 | 19 | 57.28%      |
| Perugia          | Italia         | 2018-2019     | 40  | 14 | 8  | 18 | 41.67%      |
| Frosinone Calcio | Italia         | 2019-2021     | 77  | 28 | 23 | 26 | 46.32%      |
| Reggiana         | Italia         | 2023-2024     | 39  | 10 | 17 | 12 | 40.17%      |
| Monza            | Italia         | 2024          | 20  | 2  | 8  | 10 | 23.33%      |
| Monza            | Italia         | 2025-presente | 14  | 1  | 2  | 11 | 11.9%       |
| Total            | Total          | Total         | 261 | 90 | 75 | 96 | 44.06%      |

### Selección nacional
| Selección                    | Año       | Partidos jugados | Goles | Amarillas |
| ---------------------------- | --------- | ---------------- | ----- | --------- |
| Selección Sub-21 de Italia   | 1995      | 3                | 0     | 0         |
| Selección Sub-21 de Italia   | 1996      | 3                | 1     | 0         |
| Selección Sub-21 de Italia   | Total     | 6                | 1     | 0         |
| Selección Sub-23 de Italia   | 1996      | 3                | 0     | 0         |
| Selección Sub-23 de Italia   | Total     | 3                | 0     | 0         |
| Selección absoluta de Italia | 1996      | 2                | 0     | 1         |
| Selección absoluta de Italia | 1997      | 7                | 0     | 2         |
| Selección absoluta de Italia | 1998      | 7                | 0     | 1         |
| Selección absoluta de Italia | 1999      | 6                | 0     | 1         |
| Selección absoluta de Italia | 2000      | 13               | 0     | 0         |
| Selección absoluta de Italia | 2001      | 5                | 0     | 0         |
| Selección absoluta de Italia | 2002      | 10               | 0     | 1         |
| Selección absoluta de Italia | 2003      | 7                | 0     | 0         |
| Selección absoluta de Italia | 2004      | 10               | 0     | 1         |
| Selección absoluta de Italia | 2005      | 5                | 0     | 0         |
| Selección absoluta de Italia | 2006      | 6                | 0     | 1         |
| Selección absoluta de Italia | Total     | 78               | 0     | 8         |
| Total en su carrera          | 1995-2006 | 87               | 1     | 8         |

#### Detalle
| Cronología completa de los partidos con la selección absoluta de Italia | Cronología completa de los partidos con la selección absoluta de Italia | Cronología completa de los partidos con la selección absoluta de Italia | Cronología completa de los partidos con la selección absoluta de Italia | Cronología completa de los partidos con la selección absoluta de Italia | Cronología completa de los partidos con la selección absoluta de Italia | Cronología completa de los partidos con la selección absoluta de Italia | Cronología completa de los partidos con la selección absoluta de Italia |
| Fecha                                                                   | Lugar                                                                   | Local                                                                   | Resultado                                                               | Visitante                                                               | Competición                                                             | Goles                                                                   | Notas                                                                   |
| ----------------------------------------------------------------------- | ----------------------------------------------------------------------- | ----------------------------------------------------------------------- | ----------------------------------------------------------------------- | ----------------------------------------------------------------------- | ----------------------------------------------------------------------- | ----------------------------------------------------------------------- | ----------------------------------------------------------------------- |
| 5-10-1996                                                               | Chisináu                                                                | Moldavia                                                                | 1 - 3                                                                   | Italia                                                                  | Clasificatorias al Mundial de 1998                                      | -                                                                       | 32’                                                                     |
| 9-10-1996                                                               | Perugia                                                                 | Italia                                                                  | 1 - 0                                                                   | Georgia                                                                 | Clasificatorias al Mundial de 1998                                      | -                                                                       |                                                                         |
| 29-3-1997                                                               | Trieste                                                                 | Italia                                                                  | 3 - 0                                                                   | Moldavia                                                                | Clasificatorias al Mundial de 1998                                      | -                                                                       | 32’                                                                     |
| 4-6-1997                                                                | Nantes                                                                  | Italia                                                                  | 0 - 2                                                                   | Inglaterra                                                              | Torneo de Francia                                                       | -                                                                       | 46’ 86’                                                                 |
| 11-6-1997                                                               | París                                                                   | Italia                                                                  | 2 - 2                                                                   | Francia                                                                 | Torneo de Francia                                                       | -                                                                       |                                                                         |
| 10-9-1997                                                               | Tiflis                                                                  | Georgia                                                                 | 0 - 0                                                                   | Italia                                                                  | Clasificatorias al Mundial de 1998                                      | -                                                                       |                                                                         |
| 11-10-1997                                                              | Roma                                                                    | Italia                                                                  | 0 - 0                                                                   | Inglaterra                                                              | Clasificatorias al Mundial de 1998                                      | -                                                                       |                                                                         |
| 29-10-1997                                                              | Moscú                                                                   | Rusia                                                                   | 1 - 1                                                                   | Italia                                                                  | Clasificatorias al Mundial de 1998                                      | -                                                                       |                                                                         |
| 15-11-1997                                                              | Nápoles                                                                 | Italia                                                                  | 1 - 0                                                                   | Rusia                                                                   | Clasificatorias al Mundial de 1998                                      | -                                                                       | 77’ 79’                                                                 |
| 28-1-1998                                                               | Catania                                                                 | Italia                                                                  | 3 - 0                                                                   | Eslovaquia                                                              | Amistoso                                                                | -                                                                       |                                                                         |
| 22-4-1998                                                               | Parma                                                                   | Italia                                                                  | 3 - 1                                                                   | Paraguay                                                                | Amistoso                                                                | -                                                                       | 55’                                                                     |
| 2-6-1998                                                                | Gotemburgo                                                              | Suecia                                                                  | 1 - 0                                                                   | Italia                                                                  | Amistoso                                                                | -                                                                       | 26’                                                                     |
| 11-6-1998                                                               | Burdeos                                                                 | Italia                                                                  | 2 - 2                                                                   | Chile                                                                   | Mundial de 1998 - Primera Fase                                          | -                                                                       |                                                                         |
| 17-6-1998                                                               | Montpellier                                                             | Italia                                                                  | 3 - 0                                                                   | Camerún                                                                 | Mundial de 1998 - Primera Fase                                          | -                                                                       |                                                                         |
| 23-6-1998                                                               | Saint-Denis                                                             | Italia                                                                  | 2 - 1                                                                   | Austria                                                                 | Mundial de 1998 - Primera Fase                                          | -                                                                       | 4’                                                                      |
| 16-12-1998                                                              | Roma                                                                    | Italia                                                                  | 6 - 2                                                                   | World Stars                                                             | Amistoso                                                                | -                                                                       | 40’                                                                     |
| 10-2-1999                                                               | Pisa                                                                    | Italia                                                                  | 0 - 0                                                                   | Noruega                                                                 | Amistoso                                                                | -                                                                       |                                                                         |
| 27-3-1999                                                               | Copenhague                                                              | Dinamarca                                                               | 1 - 2                                                                   | Italia                                                                  | Clasificatorias a la Euro 2000                                          | -                                                                       | 31’                                                                     |
| 31-3-1999                                                               | Ancona                                                                  | Italia                                                                  | 1 - 1                                                                   | Bielorrusia                                                             | Clasificatorias a la Euro 2000                                          | -                                                                       |                                                                         |
| 28-4-1999                                                               | Zagreb                                                                  | Croacia                                                                 | 0 - 0                                                                   | Italia                                                                  | Amistoso                                                                | -                                                                       |                                                                         |
| 8-9-1999                                                                | Nápoles                                                                 | Italia                                                                  | 2 - 3                                                                   | Dinamarca                                                               | Clasificatorias a la Euro 2000                                          | -                                                                       |                                                                         |
| 9-10-1999                                                               | Minsk                                                                   | Bielorrusia                                                             | 0 - 0                                                                   | Italia                                                                  | Clasificatorias a la Euro 2000                                          | -                                                                       |                                                                         |
| 23-2-2000                                                               | Palermo                                                                 | Italia                                                                  | 1 - 0                                                                   | Suecia                                                                  | Amistoso                                                                | -                                                                       |                                                                         |
| 26-4-2000                                                               | Regio de Calabria                                                       | Italia                                                                  | 2 - 0                                                                   | Portugal                                                                | Amistoso                                                                | -                                                                       |                                                                         |
| 3-6-2000                                                                | Oslo                                                                    | Noruega                                                                 | 1 - 0                                                                   | Italia                                                                  | Amistoso                                                                | -                                                                       | 87’                                                                     |
| 11-6-2000                                                               | Arnhem                                                                  | Turquía                                                                 | 1 - 2                                                                   | Italia                                                                  | Euro 2000 - Primera fase                                                | -                                                                       |                                                                         |
| 14-6-2000                                                               | Bruselas                                                                | Italia                                                                  | 2 - 0                                                                   | Bélgica                                                                 | Euro 2000 - Primera fase                                                | -                                                                       |                                                                         |
| 19-6-2000                                                               | Eindhoven                                                               | Italia                                                                  | 2 - 1                                                                   | Suecia                                                                  | Euro 2000 - Primera fase                                                | -                                                                       | 42’                                                                     |
| 24-6-2000                                                               | Bruselas                                                                | Italia                                                                  | 2 - 0                                                                   | Rumania                                                                 | Euro 2000 - Cuartos de final                                            | -                                                                       |                                                                         |
| 29-6-2000                                                               | Ámsterdam                                                               | Italia                                                                  | 0 - 0 pro. (3-1 pen.)                                                   | Holanda                                                                 | Euro 2000 - Semifinal                                                   | -                                                                       |                                                                         |
| 2-7-2000                                                                | Róterdam                                                                | Francia                                                                 | 2 - 1 gol de oro                                                        | Italia                                                                  | Euro 2000 - Final                                                       | -                                                                       | 2.º lugar                                                               |
| 3-9-2000                                                                | Budapest                                                                | Hungría                                                                 | 2 - 2                                                                   | Italia                                                                  | Clasificatorias al Mundial de 2002                                      | -                                                                       |                                                                         |
| 7-10-2000                                                               | Milán                                                                   | Italia                                                                  | 3 - 0                                                                   | Rumania                                                                 | Clasificatorias al Mundial de 2002                                      | -                                                                       |                                                                         |
| 11-10-2000                                                              | Ancona                                                                  | Italia                                                                  | 2 - 0                                                                   | Georgia                                                                 | Clasificatorias al Mundial de 2002                                      | -                                                                       |                                                                         |
| 15-11-2000                                                              | Turín                                                                   | Italia                                                                  | 1 - 0                                                                   | Inglaterra                                                              | Amistoso                                                                | -                                                                       | 67’                                                                     |
| 24-3-2001                                                               | Bucarest                                                                | Rumania                                                                 | 0 - 2                                                                   | Italia                                                                  | Clasificatorias al Mundial de 2002                                      | -                                                                       |                                                                         |
| 28-3-2001                                                               | Trieste                                                                 | Italia                                                                  | 4 - 0                                                                   | Lituania                                                                | Clasificatorias al Mundial de 2002                                      | -                                                                       |                                                                         |
| 2-6-2001                                                                | Tiflis                                                                  | Georgia                                                                 | 1 - 2                                                                   | Italia                                                                  | Clasificatorias al Mundial de 2002                                      | -                                                                       | 60’                                                                     |
| 1-9-2001                                                                | Kaunas                                                                  | Lituania                                                                | 0 - 0                                                                   | Italia                                                                  | Clasificatorias al Mundial de 2002                                      | -                                                                       |                                                                         |
| 7-11-2001                                                               | Saitama                                                                 | Japón                                                                   | 1 - 1                                                                   | Italia                                                                  | Amistoso                                                                | -                                                                       |                                                                         |
| 27-3-2002                                                               | Leeds                                                                   | Inglaterra                                                              | 1 - 2                                                                   | Italia                                                                  | Amistoso                                                                | -                                                                       | 25’ 82’                                                                 |
| 17-4-2002                                                               | Milán                                                                   | Italia                                                                  | 1 - 1                                                                   | Uruguay                                                                 | Amistoso                                                                | -                                                                       |                                                                         |
| 18-5-2002                                                               | Praga                                                                   | Italia                                                                  | 1 - 0                                                                   | Rep. Checa                                                              | Amistoso                                                                | -                                                                       |                                                                         |
| 3-6-2002                                                                | Sapporo                                                                 | Italia                                                                  | 2 - 0                                                                   | Ecuador                                                                 | Mundial de 2002 - Primera Fase                                          | -                                                                       |                                                                         |
| 8-6-2002                                                                | Kashima                                                                 | Italia                                                                  | 1 - 2                                                                   | Croacia                                                                 | Mundial de 2002 - Primera Fase                                          | -                                                                       | 24’                                                                     |
| 13-6-2002                                                               | Ōita                                                                    | Italia                                                                  | 1 - 1                                                                   | México                                                                  | Mundial de 2002 - Primera Fase                                          | -                                                                       |                                                                         |
| 21-8-2002                                                               | Trieste                                                                 | Italia                                                                  | 0 - 1                                                                   | Eslovenia                                                               | Amistoso                                                                | -                                                                       |                                                                         |
| 7-9-2002                                                                | Bakú                                                                    | Azerbaiyán                                                              | 0 - 2                                                                   | Italia                                                                  | Clasificatorias a la Euro 2004                                          | -                                                                       |                                                                         |
| 12-10-2002                                                              | Nápoles                                                                 | Italia                                                                  | 1 - 1                                                                   | Serbia y Montenegro                                                     | Clasificatorias a la Euro 2004                                          | -                                                                       |                                                                         |
| 16-10-2002                                                              | Cardiff                                                                 | Gales                                                                   | 2 - 1                                                                   | Italia                                                                  | Clasificatorias a la Euro 2004                                          | -                                                                       |                                                                         |
| 12-2-2003                                                               | Génova                                                                  | Italia                                                                  | 1 - 0                                                                   | Portugal                                                                | Amistoso                                                                | -                                                                       |                                                                         |
| 29-3-2003                                                               | Palermo                                                                 | Italia                                                                  | 2 - 0                                                                   | Finlandia                                                               | Clasificatorias a la Euro 2004                                          | -                                                                       |                                                                         |
| 11-6-2003                                                               | Helsinki                                                                | Finlandia                                                               | 0 - 2                                                                   | Italia                                                                  | Clasificatorias a la Euro 2004                                          | -                                                                       |                                                                         |
| 6-9-2003                                                                | Milán                                                                   | Italia                                                                  | 4 - 0                                                                   | Gales                                                                   | Clasificatorias a la Euro 2004                                          | -                                                                       |                                                                         |
| 10-9-2003                                                               | Belgrado                                                                | Serbia y Montenegro                                                     | 1 - 1                                                                   | Italia                                                                  | Clasificatorias a la Euro 2004                                          | -                                                                       |                                                                         |
| 11-10-2003                                                              | Regio de Calabria                                                       | Italia                                                                  | 4 - 0                                                                   | Azerbaiyán                                                              | Clasificatorias a la Euro 2004                                          | -                                                                       | 76’                                                                     |
| 12-11-2003                                                              | Varsovia                                                                | Polonia                                                                 | 3 - 1                                                                   | Italia                                                                  | Amistoso                                                                | -                                                                       |                                                                         |
| 18-2-2004                                                               | Palermo                                                                 | Italia                                                                  | 2 - 2                                                                   | Rep. Checa                                                              | Amistoso                                                                | -                                                                       | 46’                                                                     |
| 30-5-2004                                                               | Ciudad de Túnez                                                         | Túnez                                                                   | 0 - 4                                                                   | Italia                                                                  | Amistoso                                                                | -                                                                       | 46’                                                                     |
| 14-6-2004                                                               | Guimarães                                                               | Dinamarca                                                               | 0 - 0                                                                   | Italia                                                                  | Euro 2004 - Primera fase                                                | -                                                                       |                                                                         |
| 18-6-2004                                                               | Oporto                                                                  | Italia                                                                  | 1 - 1                                                                   | Suecia                                                                  | Euro 2004 - Primera fase                                                | -                                                                       |                                                                         |
| 22-6-2004                                                               | Guimarães                                                               | Italia                                                                  | 2 - 1                                                                   | Bulgaria                                                                | Euro 2004 - Primera fase                                                | -                                                                       |                                                                         |
| 18-8-2004                                                               | Reikiavik                                                               | Islandia                                                                | 2 - 0                                                                   | Italia                                                                  | Amistoso                                                                | -                                                                       | Capitán                                                                 |
| 4-9-2004                                                                | Palermo                                                                 | Italia                                                                  | 2 - 1                                                                   | Noruega                                                                 | Clasificatorias al Mundial de 2006                                      | -                                                                       | Capitán                                                                 |
| 8-9-2004                                                                | Chisináu                                                                | Moldavia                                                                | 0 - 1                                                                   | Italia                                                                  | Clasificatorias al Mundial de 2006                                      | -                                                                       |                                                                         |
| 9-10-2004                                                               | Celje                                                                   | Eslovenia                                                               | 1 - 0                                                                   | Italia                                                                  | Clasificatorias al Mundial de 2006                                      | -                                                                       | 17’                                                                     |
| 13-10-2004                                                              | Parma                                                                   | Italia                                                                  | 4 - 3                                                                   | Bielorrusia                                                             | Clasificatorias al Mundial de 2006                                      | -                                                                       | Capitán                                                                 |
| 17-8-2005                                                               | Dublín                                                                  | Irlanda                                                                 | 1 - 2                                                                   | Italia                                                                  | Amistoso                                                                | -                                                                       | 46’                                                                     |
| 3-9-2005                                                                | Glasgow                                                                 | Escocia                                                                 | 1 - 1                                                                   | Italia                                                                  | Clasificatorias al Mundial de 2006                                      | -                                                                       |                                                                         |
| 7-9-2005                                                                | Minsk                                                                   | Bielorrusia                                                             | 1 - 4                                                                   | Italia                                                                  | Clasificatorias al Mundial de 2006                                      | -                                                                       |                                                                         |
| 8-10-2005                                                               | Palermo                                                                 | Italia                                                                  | 1 - 0                                                                   | Eslovenia                                                               | Clasificatorias al Mundial de 2006                                      | -                                                                       |                                                                         |
| 12-11-2005                                                              | Ámsterdam                                                               | Holanda                                                                 | 1 - 3                                                                   | Italia                                                                  | Amistoso                                                                | -                                                                       |                                                                         |
| 1-3-2006                                                                | Florencia                                                               | Italia                                                                  | 4 - 1                                                                   | Alemania                                                                | Amistoso                                                                | -                                                                       | 80’ 81’                                                                 |
| 2-6-2006                                                                | Lausana                                                                 | Italia                                                                  | 0 - 0                                                                   | Ucrania                                                                 | Amistoso                                                                | -                                                                       | 61’                                                                     |
| 12-6-2006                                                               | Hannover                                                                | Italia                                                                  | 2 - 0                                                                   | Ghana                                                                   | Mundial de 2006 - Primera Fase                                          | -                                                                       |                                                                         |
| 17-6-2006                                                               | Kaiserslautern                                                          | Italia                                                                  | 1 - 1                                                                   | Estados Unidos                                                          | Mundial de 2006 - Primera Fase                                          | -                                                                       |                                                                         |
| 22-6-2006                                                               | Hamburgo                                                                | Rep. Checa                                                              | 0 - 2                                                                   | Italia                                                                  | Mundial de 2006 - Primera Fase                                          | -                                                                       | 17’                                                                     |
| 11-10-2006                                                              | Tiflis                                                                  | Georgia                                                                 | 1 - 3                                                                   | Italia                                                                  | Clasificatorias a la Euro 2008                                          | -                                                                       |                                                                         |

## Palmarés

### Campeonatos nacionales
| Título                | Equipo          | País   | Año       |
| --------------------- | --------------- | ------ | --------- |
| Torneo Primavera      | S.S. Lazio      | Italia | 1994-1995 |
| Copa de Italia        | S.S. Lazio      | Italia | 1997-1998 |
| Supercopa de Italia   | S.S. Lazio      | Italia | 1998      |
| Copa de Italia        | S.S. Lazio      | Italia | 1999-2000 |
| Serie A               | S.S. Lazio      | Italia | 1999-2000 |
| Supercopa de Italia   | S.S. Lazio      | Italia | 2000      |
| Copa de Italia        | A.C. Milan      | Italia | 2002-2003 |
| Serie A               | A.C. Milan      | Italia | 2003-2004 |
| Supercopa de Italia   | A.C. Milan      | Italia | 2004      |
| Serie A               | A.C. Milan      | Italia | 2010-2011 |
| Supercopa de Italia   | A.C. Milan      | Italia | 2011      |
| Campeonato Canadiense | Montreal Impact | Canadá | 2013      |

### Copas internacionales
| Título                 | Equipo             | Sede       | Año       |
| ---------------------- | ------------------ | ---------- | --------- |
| Eurocopa Sub-21        | Selección Italiana | España     | 1996      |
| Recopa de Europa       | S.S. Lazio         | Birmingham | 1998-1999 |
| Supercopa de Europa    | S.S. Lazio         | Mónaco     | 1999      |
| UEFA Champions League  | A.C. Milan         | Mánchester | 2002-2003 |
| Supercopa de Europa    | A.C. Milan         | Mónaco     | 2003      |
| Copa Mundial de Fútbol | Selección Italiana | Alemania   | 2006      |
| UEFA Champions League  | A.C. Milan         | Atenas     | 2006-2007 |
| Supercopa de Europa    | A.C. Milan         | Mónaco     | 2007      |
| Copa Mundial de Clubes | A.C. Milan         | Japón      | 2007      |

### Galardones individuales

#### Distinciones

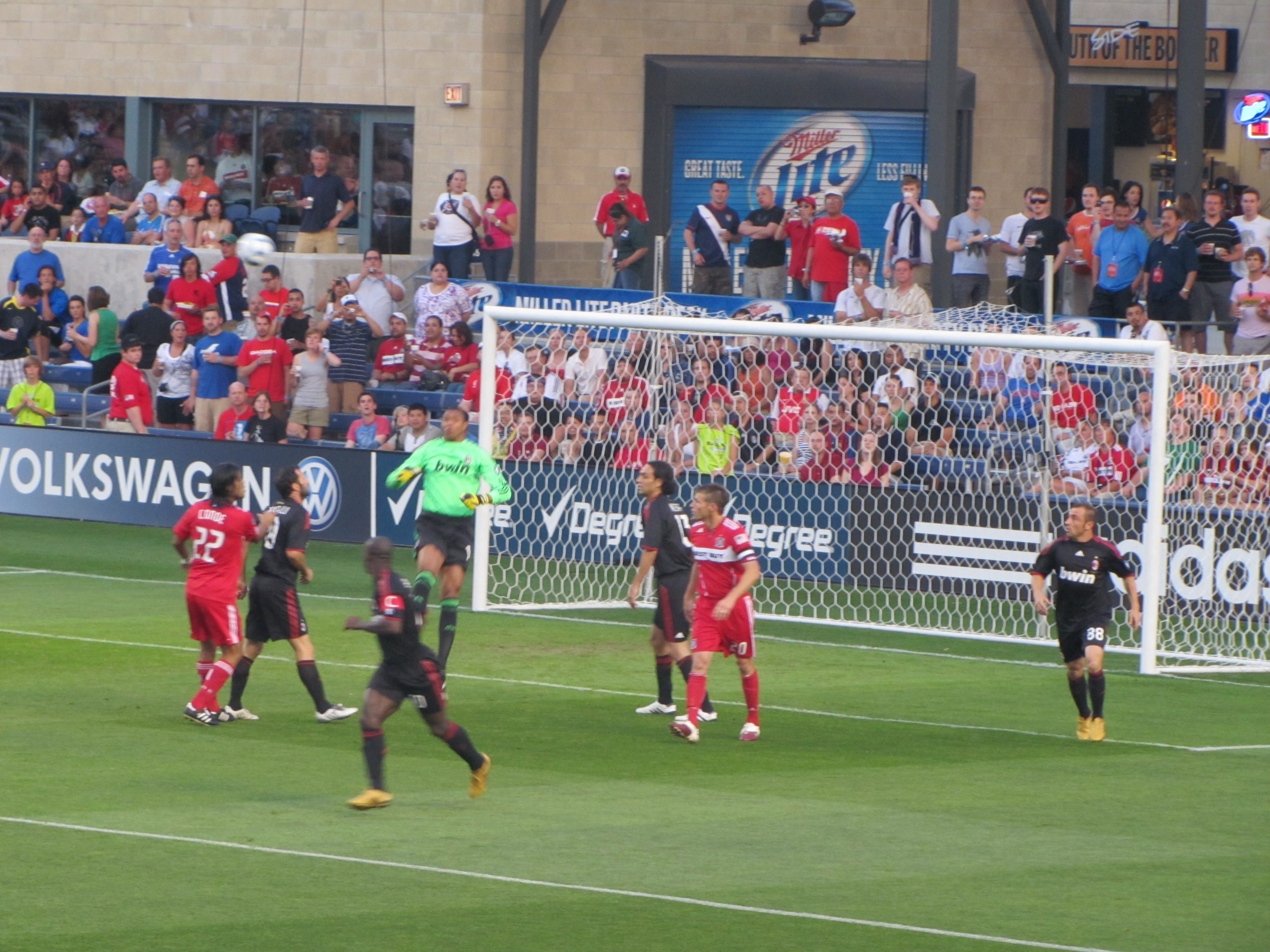
Nesta en el encuentro entre el A.C. Milan y el Chicago Fire en 2010.

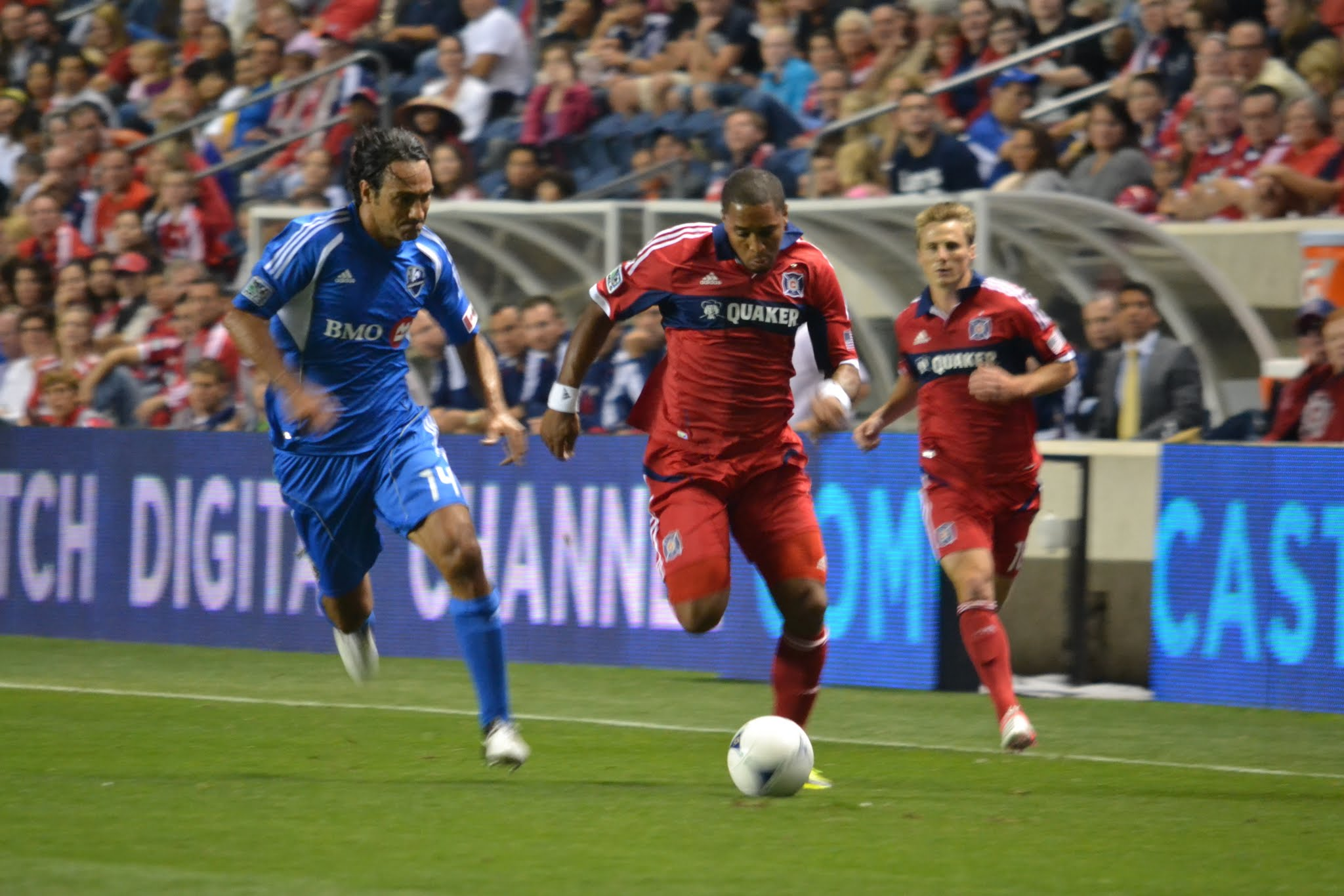
Nesta presionando a Sherjill MacDonald del Chicago Fire en septiembre de 2012.

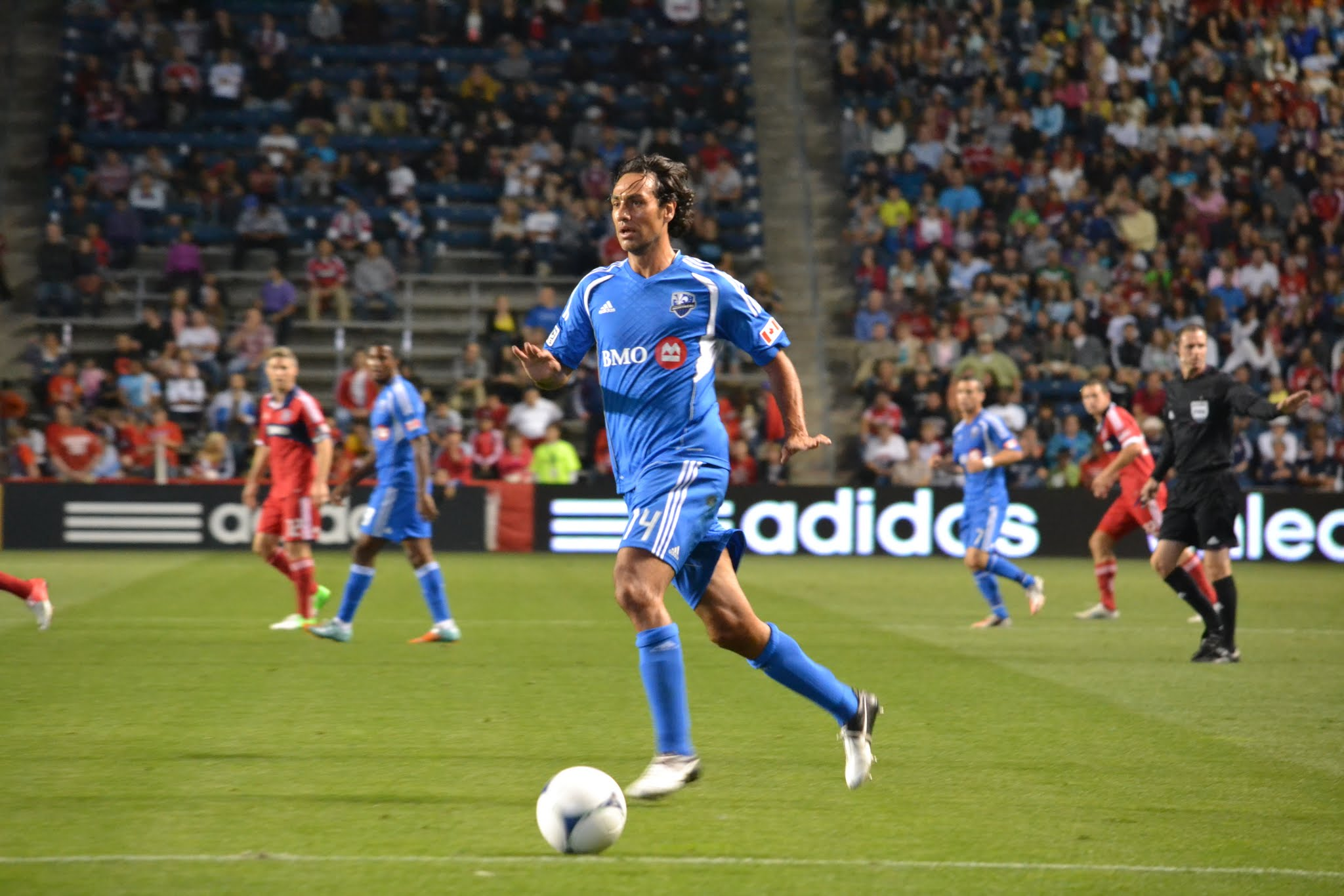
Alessandro Nesta con camiseta del Montreal Impact en septiembre de 2012.

| Distinción                                                      | Año       |
| --------------------------------------------------------------- | --------- |
| Oscar del Calcio como Futbolista Joven del Año en la Serie A    | 1998      |
| Oscar del Calcio como Defensor del Año en la Serie A            | 2000      |
| Equipo del Torneo de la Eurocopa                                | 2000      |
| Equipo del año de European Sports Media                         | 2000-2001 |
| Oscar del Calcio como Defensor del Año en la Serie A            | 2001      |
| Equipo del año de la UEFA                                       | 2002      |
| Oscar del Calcio como Defensor del Año en la Serie A            | 2002      |
| Equipo del año de la UEFA                                       | 2003      |
| Oscar del Calcio como Defensor del Año en la Serie A            | 2003      |
| Equipo del año de la UEFA                                       | 2004      |
| Jugador FIFA 100                                                | 2004      |
| Elegido el 47.º Mejor futbolista Europeo entre 1954-2004 (UEFA) | 2004      |
| Equipo del año del FIFPro World XI                              | 2005      |
| Equipo del año del FIFPro World XI                              | 2007      |
| Equipo del año de la UEFA                                       | 2007      |
| Oscar del Calcio al Equipo del Año en la Serie A                | 2010-2011 |
| Hall of Fame del A.C. Milan                                     | 2012      |
| Equipo ideal de todos los tiempos de la Eurocopa Sub-21         | 2015      |
| UEFA Ultimate Team of the Year                                  | 2015      |

#### Condecoraciones
| Condecoración                                            | Año  |
| -------------------------------------------------------- | ---- |
| Caballero de la Orden al Mérito de la República Italiana | 2000 |
| Collar de Oro al Mérito Deportivo                        | 2006 |
| Oficial de la Orden al Mérito de la República Italiana   | 2006 |